# 巴達拉
巴達拉（阿拉伯语：‎）是约旦河西岸约旦河谷北部的一个巴勒斯坦人村庄，2007年有1,637名居民。该镇隸屬于图巴斯省，位于图巴斯东北方13公里和納布盧斯东北方28公里处。以色列定居点米何拉就在附近。

## 歷史
巴達拉的历史可以追溯到公元前1500年。Very poor source. Offers no scientific backup, mixes up everything, quite useless
考古发掘证明，巴達拉早於拜占庭时期有人定居。屬於罗马时期、早期伊斯兰时期、中世纪时期、奥斯曼时期和近代的古物亦有所被发现。 公元400年左右，这里建造了一座拜占庭式教堂。在教堂遗迹的顶部，考古學者挖掘出马赛克地板和柱基，其屬於一座早期伊斯兰时期的澡堂。
巴達拉這個名字出自巴達維爾（Bardaweel），該名字相傳是屬於一個曾在遠古年代统治该地区的王子。镇上有一座以他命名的宫殿。
巴达拉的水库是约旦河谷中最古老的水库。see previous "ARIJ" tag巴达拉其他考古遗址還包括不同时期建立的墳墓。see previous "ARIJ" tag; also, see Dauphin quote on talk page: apparently Byzantine (from context, not explicit in quote) burial caves with arcosolia, but today no access to page 710 村里最古老的建筑是一所希德爾圣殿。
巴達拉的居民最初来自附近的图巴斯，以开发可作耕種和放牧的土地。在1882年，巴勒斯坦勘探基金會的西巴勒斯坦測量将这个村庄形容为「虽然被荒廢了，但仍有一班來自山上村莊的農民在泉源居住，在泉边尋找生畜、种瓜果菜。」

### 英国托管时代
根据1945年官方的土地和人口调查，巴达拉的人口与图巴斯和卡什达的人口一併统计。

### 约旦时代
自1948年阿以戰爭開始至1949停戰協議達成後，巴達拉由約旦統治，1950年遭其吞并。
1948年阿以战争后，巴達拉人口急增，但是鄰近的村庄被毁，令很多巴勒斯坦人无家可归。
1961年，巴达拉有367名居民。

### 1967年后
自1967年六日战争以来，巴达拉一直处于以色列占领之下。
考古学家早已发现在遠古時期该地区擁有丰富的地下水资源。1967年，以色列控制该地区后，村莊与以色列的輸水網絡正式连接。巴达拉的民事控制权于1995年移交给巴勒斯坦自治政府。在第二次巴勒斯坦大起義期间，巴达拉的居民停止向巴勒斯坦自治政府支付水电费，因此巴勒斯坦当局擱置為该村興建水坝和供水网络等基础设施工程。以色列同时限制村民的活动，使村民无法进入他们的土地耕种或收割庄稼。自2000年以来，已有200德南面積大小的蔬菜作物被推土机铲除，许多树木遭到连根拔起，4,000德南農地疫没收。
2012年3月，一份联合国报告将属于巴达拉的 Ein El Azut泉源列为以色列定居者非法占领的众多泉源之一。当地的巴勒斯坦人過往曾用該泉水灌溉和饲养牲畜。

## 地理和气候
巴達拉位處於约旦河谷的西部和西南部山脚下。紧靠巴达拉以北延伸的绿线标志着西岸和以色列之间的边界，邊界后面是貝特謝安平原，向西连接耶斯列谷。巴達拉海拔低于海平面 71 米。附近的城镇和村庄包括西南的圖巴斯和东部的艾因艾爾貝達。巴达拉的司法管辖区面积为 20,000 德南，占图巴斯省土地的 4%。该镇的建成面积为 480 德南，另外有 10,000 德南被列为农业用地，當中有400 德南已被以色列当局没收。
巴尔拉气候温暖，夏季炎热干燥，冬季寒冷干燥。全年平均降雨量为293毫米，全年平均气温为摄氏21至22度。平均湿度为 55%。

## 人口统计
1961 年，巴尔达拉有 367 名居民。1982 年，因遷徙原因减少至 271 人。五年后，人口接近增加一倍，达到 457 人。 巴尔达的人口占圖巴斯省人口的 3.3%。
根据巴勒斯坦中央统计局(PCBS) 1997 年的人口普查，该镇的居民人数为 1,148 人，其中男性佔 566 人，女性佔 582 人。年龄分布為，婴儿至 14 岁之间为 49.3%，15 至 29 岁之间为 30.4%，30-64 岁之间为 22.8%，65 岁以上为 2.8%。
在 PCBS 的 2007 年人口普查中，巴达拉有 1,637 人。
巴尔达超过 90% 居民属于该镇原居民 Swafta 氏族，剩下的 10% 是来自当今以色列貝特謝安的難民和贝都因人。

## 外部連結
- 欢迎来到巴达拉 （页面存档备份，存于）
- 西巴勒斯坦測量，地图 12： IAA （页面存档备份，存于） ，维基共享资源 （页面存档备份，存于）
- 巴達拉（概況） （页面存档备份，存于），ARIJ，2006 年 2 月